# 최회원
최회원(崔會元, 1949년 12월 25일 ~ )은 대한민국의 기업인이다. 전북특별자치도 남원시 출신이다.

## 학력
- 서울대학교 법학과 학사 졸업

## 경력
- 서울대학교 총학생회장
- 한국은행 부부장
- 파발마 대표이사
- 대한민국 제14대 국회 홍영기 국회부의장 비서실장 비서관
- 국민통합21 전북 남원시·순창군 지구당 위원장
- 포럼 동서남북 회장
- 코레일개발 대표이사, 한화역사개발 상임고문
- 한국지역난방공사 사외이사 (2011년 3월 선임)
- 한국지역난방공사 감사위원회 위원장 (2011년 3월 선임)
- 미래와행복연대 회장
- 새누리당 제19대 대통령 선거 중앙선거대책위원회 대통합위원회 위원
- 새누리당 대한민국대통합위원회 위원
- 제1기 국민통합위원회 위촉위원 (2013년 7월 ~ 2014년 7월)
- 제1기 국민통합위원회 분과위원장 (2013년 7월 ~ 2014년 7월)
- 제2기 국민통합위원회 위촉위원 (2014년 9월 ~ 2015년 7월)
- 한국지역난방공사 상임이사 및 감사위원 (2014년 11월 ~ 2018년 6월)

## 역대 선거 결과
|  | 29.2% |

|  | 5.75% |